# Rivière Metgermette Sud
Pour les articles homonymes, voir Metgermette.
La rivière Metgermette Sud est un affluent de la rive est de la rivière Metgermette, laquelle coule vers l'ouest pour se déverser sur la rive est de la rivière du Loup ; cette dernière est un affluent de la rivière Chaudière laquelle coule vers le nord pour se déverser sur la rive sud du fleuve Saint-Laurent.
La rivière Metgermette Sud" coule dans les municipalités de Saint-Zacharie (MRC Etchemins) et de Saint-Côme-Linière (MRC Beauce-Sartigan), dans la région administrative de Chaudière-Appalaches, au Québec, au Canada.

## Géographie
Les principaux bassins versants voisins de la rivière Metgermette sud sont :
- côté nord : rivière Vachon (Beauce-Sartigan), rivière Metgermette Nord, rivière Metgermette Centrale ;
- côté est : Hurricane Brook (É.U.A.) ;
- côté sud : ruisseau Moore, rivière Wilson (Beauce-Sartigan), rivière du Portage (Beauce-Sartigan), ruisseau Oliva ;
- côté ouest : rivière Chaudière, rivière du Loup.

La rivière Metgermette Sud prend sa source au lac Metgermette (longueur : 1,0 km ; altitude : 580 m) dans le canton de Metgermette, à l'ouest de la frontière du Maine (États-Unis) et du Québec (Canada).
À partir du lac Metgermette, le cours de la rivière Metgermette Sud" coule sur 14,3 km répartis selon les segments suivants :
- 0,8 km vers le sud-est, puis vers l'ouest en traversant le lac Annette (altitude : 581 m) situé dans le 1er rang ;
- 9,9 km vers l'ouest ; ce segment de rivière constitue la démarcation entre le canton de Metgermette Nord et le canton de Metgermette Sud (situés dans la municipalité de Saint-Zacharie), jusqu'à la limite est du canton de Linière (situé dans Saint-Côme-Linière) ; ce segment recueille les eaux de la rivière Metgermette Centrale ;
- 3,6 km vers le sud-ouest, jusqu'à la confluence de la rivière Metgermette Nord, dans le lieu-dit "Les Fourches". La confluence des branches Metgermette Nord et Metgermette sud constitue la tête de la rivière Metgermette.

## Toponymie
Le toponyme Rivière Metgermette Sud a été officialisé le 5 décembre 1968 à la Commission de toponymie du Québec.